# Дан-Нафарік
Дан-Нафарі́к (Дхан-Нафарік, Дан-н-Афарік) — невеликий острів в Червоному морі в архіпелазі Дахлак, належить Еритреї, адміністративно відноситься до району Дахлак регіону Семіен-Кей-Бахрі.

## Географія
Розташований між островами Саїн на заході та Гаріб на сході. Має неправильну трикутну форму, на півдня виділяються піщані коси. Довжина острова 2,5 км, ширина до 1,2 км. З усіх сторін острів облямований піщаними мілинами та кораловими рифами.